# Badische Zeitung

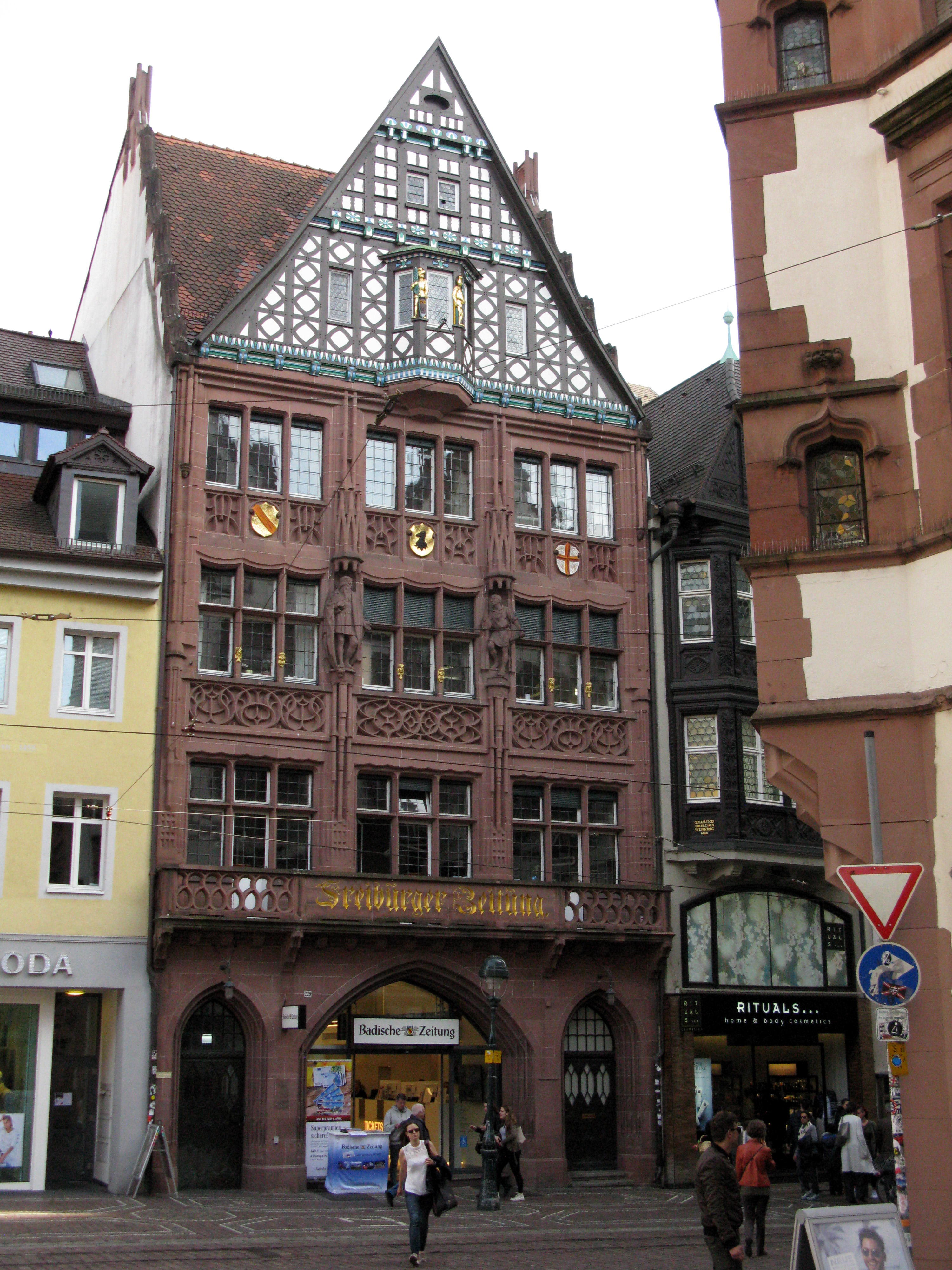
Haus der Freiburger Zeitung, seit 2016 Sitz von Geschäftsstelle, Stadtredaktion Freiburg und Breisgauredaktion der Badischen Zeitung

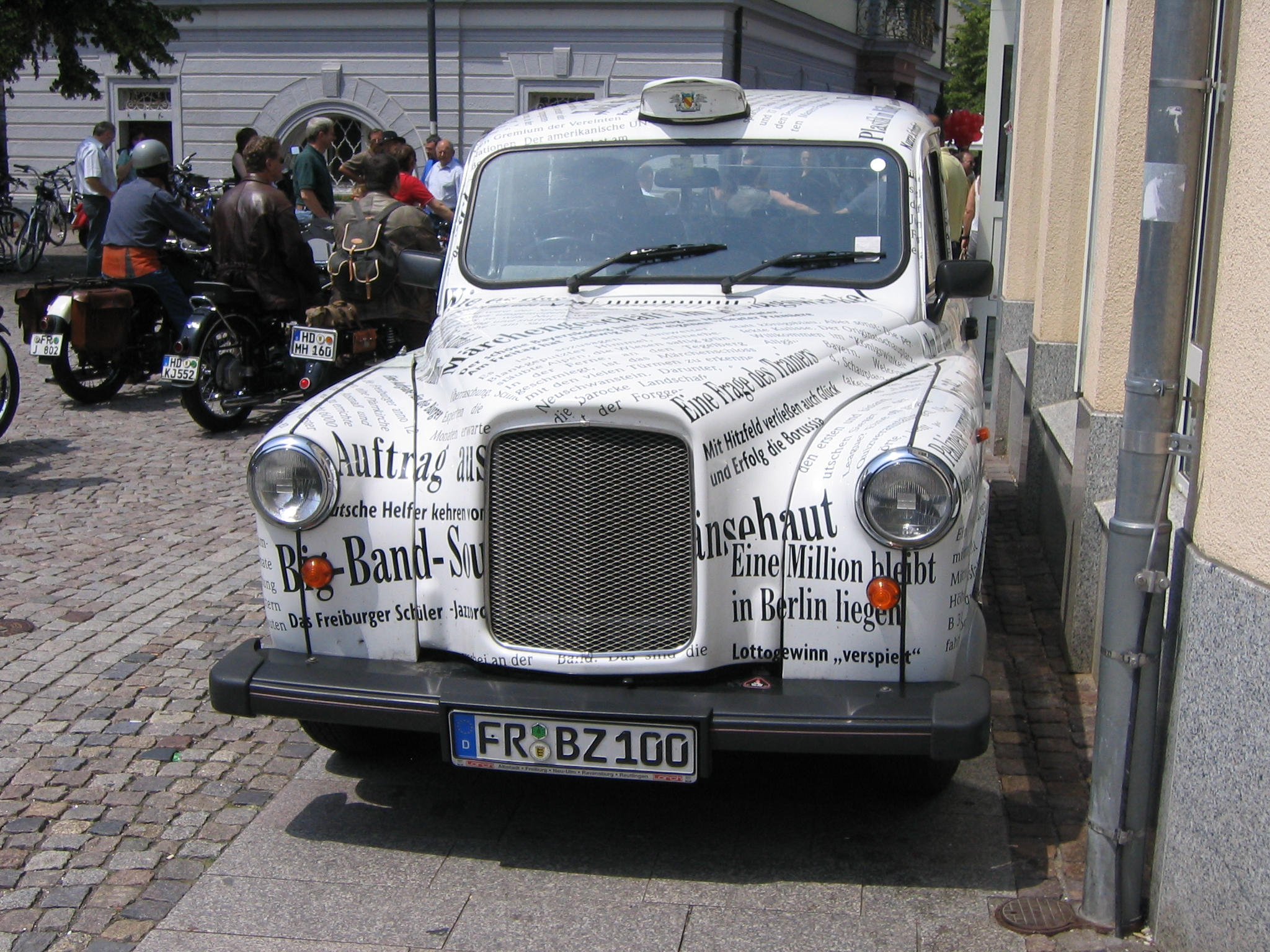
Austin FX4 mit Werbung der Badischen Zeitung

Die Badische Zeitung (kurz BZ) ist eine 1946 gegründete und in Freiburg im Breisgau verlegte Tageszeitung. Dort ist sie das einzige Printmedium ihrer Art in Südbaden. Sie erscheint in der „Badischer Verlag GmbH & Co. KG“, der etwa 490 Mitarbeiter beschäftigt. Muttergesellschaft dieses Verlages ist die BZ.medien GmbH & Co. KG, die wiederum eine Tochter der Poppen & Ortmann Druckerei und Verlag KG ist. Die BZ versteht sich als unabhängige, überparteiliche Tageszeitung mit christlicher Grundhaltung.

## Geschichte
Nach dem Zusammenbruch des Dritten Reiches versuchten Verlagsmitarbeiter und Redakteure der ehemaligen Frankfurter Zeitung (FZ) diese wiederzubeleben. Da die Amerikanische Besatzungsmacht dies untersagte, weil sie die Frankfurter Zeitung für – im Sinne der NS-Politik – zu kontaminiert hielt, gab es verschiedene Versuche zur Neugründung einer Zeitung in Nachfolge der FZ. In Freiburg startete der ehemalige Verlagsleiter der Frankfurter Zeitung, Wendelin Hecht, eine Neugründung. Dabei erhielt Heinrich Rombach, der ehemalige Herausgeber der Freiburger Tagespost, eine Lizenz der französischen Besatzungsmacht zur Neugründung einer Zeitung, der Freiburger Nachrichten, die jedoch schnell als katholisch und klerikal kritisiert wurde. Den Presseoffizieren in Baden-Baden war sie auch zu provinziell, weshalb der Verlag Herder von der französischen Besatzungsmacht zu einer Neugründung aufgefordert wurde. Am 9. Januar 1946 wurde zwischen der Verlagsgesellschaft H. Rombach & Co., Wendelin Hecht und der durch ihren Geschäftsführer Josef Knecht vertretenen Verlagsbuchhandlung Herder & Co. GmbH ein Vertrag mit dem Ziel geschlossen, in Freiburg den Badischen Verlag zu gründen. Dieses Unternehmen sollte die Freiburger Nachrichten als überregionale Zeitung mit christlicher Grundlage unter dem Namen Badische Zeitung weiterführen.
Am 1. Februar 1946 erschien die erste Ausgabe der BZ. Sie entstand im Waschraum des ausgebrannten Herder-Verlagsgebäudes, da das Druckhaus Rombach Opfer eines Bombenangriffs geworden war. Zunächst erschien die BZ zweimal wöchentlich mit einem Umfang von sechs bis acht Seiten zu einem Einzelverkaufspreis von 20 Pfennig. Ab Mai 1950 erschien die BZ viermal, ab September 1951 schließlich sechsmal wöchentlich.

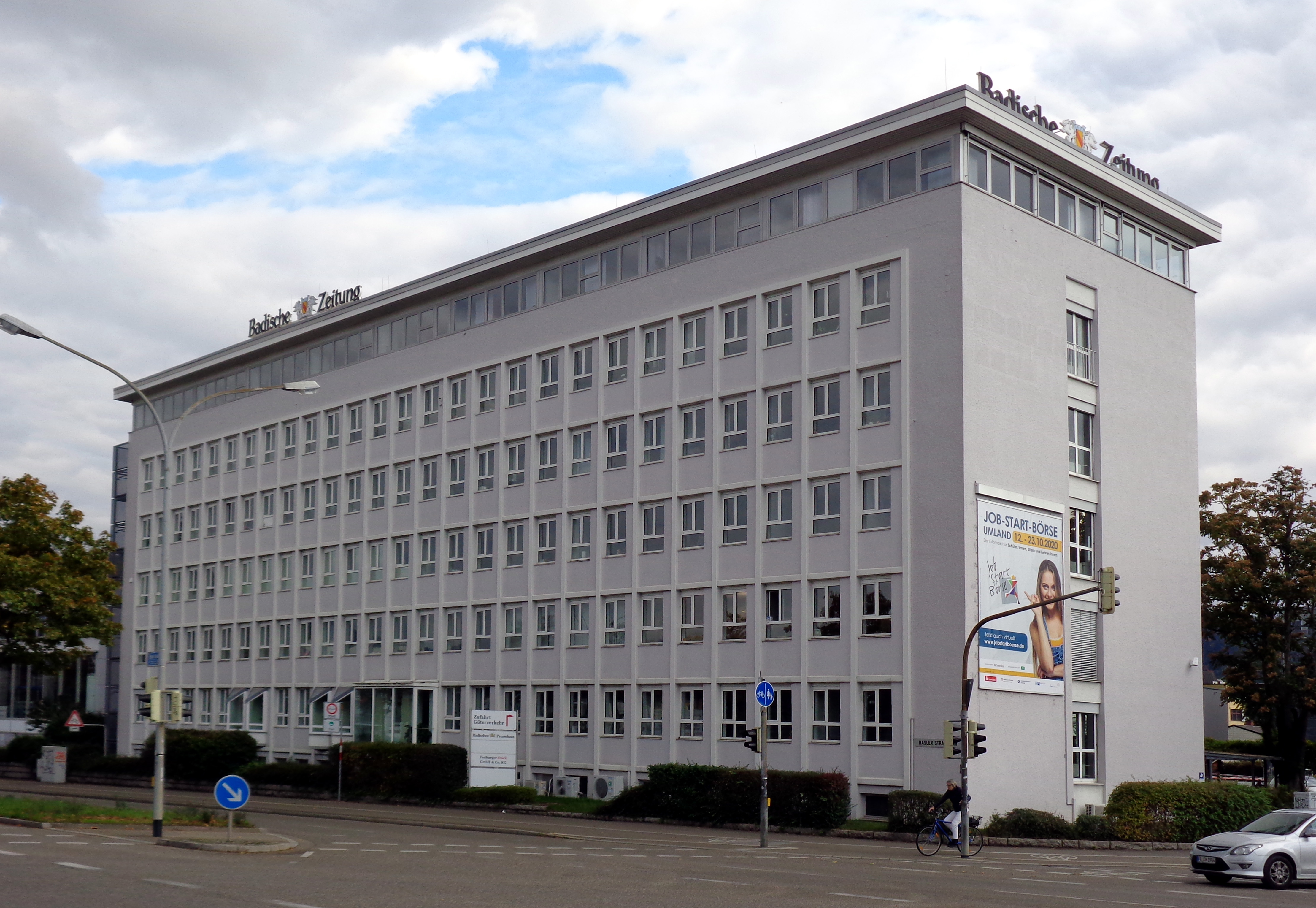
Sitz des Badischen Verlags und der Mantelredaktion der Badischen Zeitung an der Basler Straße in Freiburg im Breisgau.

Durch Aufhebung des Lizenzzwangs 1949 hätte die Firma Poppen & Ortmann die Freiburger Zeitung als Tageszeitung wieder aufleben lassen können, nachdem das Unternehmen 1945/1946 bei der Lizenzvergabe für eine Tageszeitung in Freiburg nicht zum Zuge kam. Poppen & Ortmann hatte bis 1935 die Freiburger Zeitung (gegründet 1784) herausgegeben und nach forciertem Verkauf an die Vera Verlagsanstalt GmbH aus Berlin, einer Tochter des Zentralverlags der NSDAP, dem Franz-Eher-Verlag, bis 1943 gedruckt. Stattdessen entschied sich Poppen & Ortmann für eine Beteiligung am Badischen Verlag und brachte den Titel Freiburger Zeitung dort gegen eine Minderheitsbeteiligung im Jahr 1950 ein. Seither trägt der Freiburger Lokalteil auch die Bezeichnung „Freiburger Zeitung“ im Titelkopf der Seiten.
1961 erfolgte der Umzug vom Herder-Gebäude in das neu errichtete Presse- und Verlagshaus der BZ an der Basler Landstraße (jetzt Basler Straße/Lörracher Straße).
1997 erwarben die Unternehmen Rombach sowie Poppen & Ortmann die Anteile des Verlags Herder am Badischen Verlag. Beide Häuser führten den Verlag, die mit der Herstellung verbundenen Tochtergesellschaften (z. B. Zeitungsdruck, Online Verlag) und weitere Unternehmen der Gruppe (z. B. Zustellung) 1998 in der Holding Badisches Pressehaus zusammen. Sie hielten bis Ende 2019 jeweils 50 % der Anteile. Seit 2020 ist die Poppen & Ortmann KG alleinige Gesellschafterin.
Von 1998 bis zu dessen Tod im Jahr 2009 war Ralf Dahrendorf Berater und Autor der BZ.
Nach Investitionen von 25 Millionen Euro wird die Zeitung seit 2006 im Schwesterunternehmen Freiburger Druck GmbH & Co. KG auf der Druckmaschine Cortina des Würzburger Herstellers Koenig & Bauer im wasserlosen Offsetdruck produziert. Das für den Zeitungsdruck revolutionäre Verfahren wurde weltweit erstmals in Freiburg eingesetzt. Der „Freiburger Druck“, und damit indirekt auch die Badische Zeitung, wurde 2008 von der INCA FIEJ Research Association als weltbeste Zeitungsdruckerei ausgezeichnet. In der Folge wurde die Druckerei mehrfach für die hohe Druckqualität ausgezeichnet.
Die BZ betreibt seit dem 3. Januar 2006 eine Internetinformationsplattform für lokale Themen aus dem Raum Freiburg namens fudder – Neuigkeiten aus Freiburg, die im Juni 2007 mit dem Grimme Online Award ausgezeichnet wurde.
Im Dezember 2013 wurde vom Simon-Wiesenthal-Center eine in der Badischen Zeitung veröffentlichte Karikatur von Horst Haitzinger unter die Top 10 der antisemitischen, antiisraelischen Schmähungen 2013 gewählt, weil die Karikatur, die in verschiedenen Zeitungen erschien, den israelischen Ministerpräsidenten Benjamin Netanjahu als Vergifter von Friedenstauben dargestellt hatte. Die Badische Zeitung hatte bereits wenige Tage nach der Veröffentlichung im November den Vorwurf des Antisemitismus zurückgewiesen.

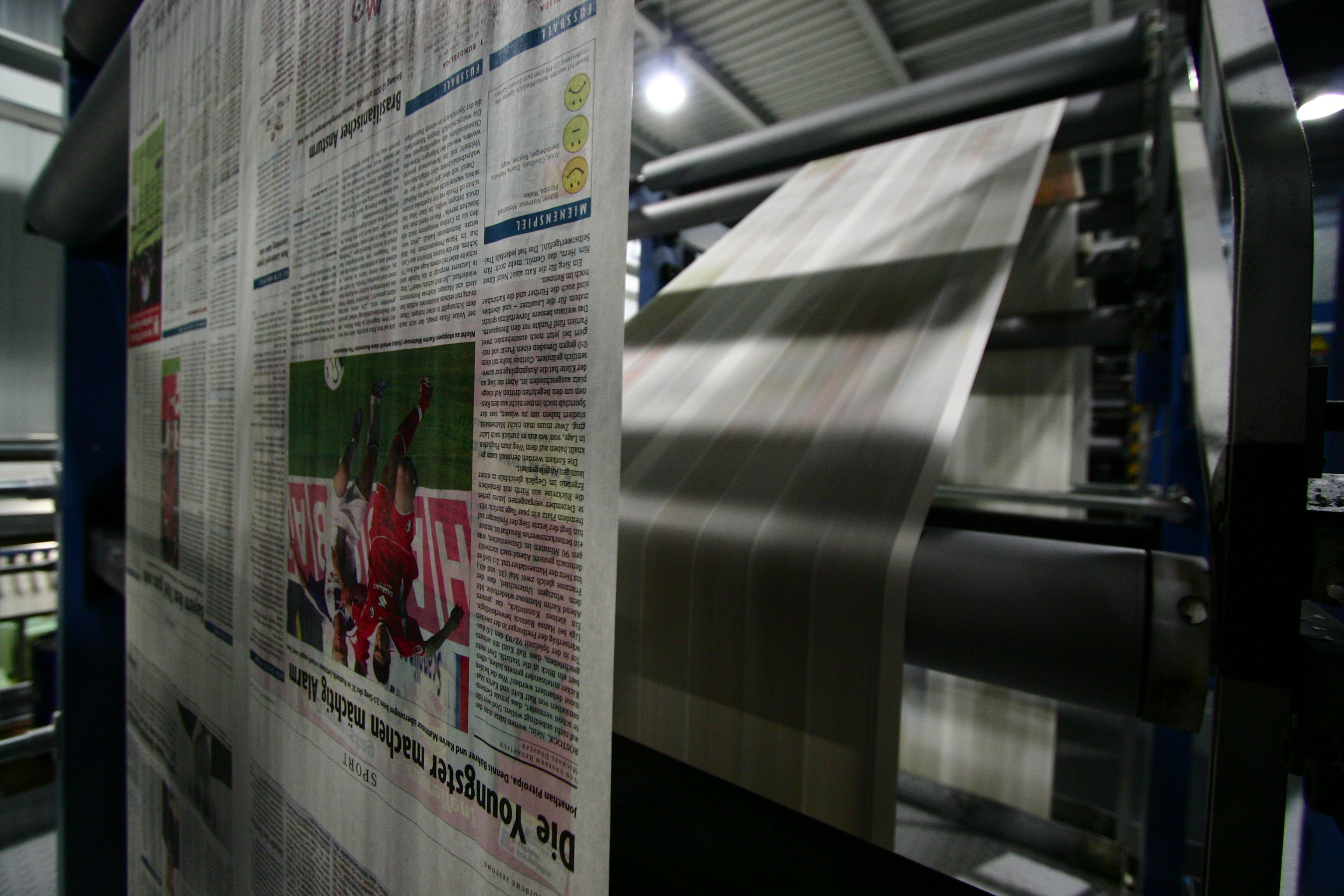
Wasserloser Offsetdruck der Badischen Zeitung auf der Druckmaschine „Cortina“
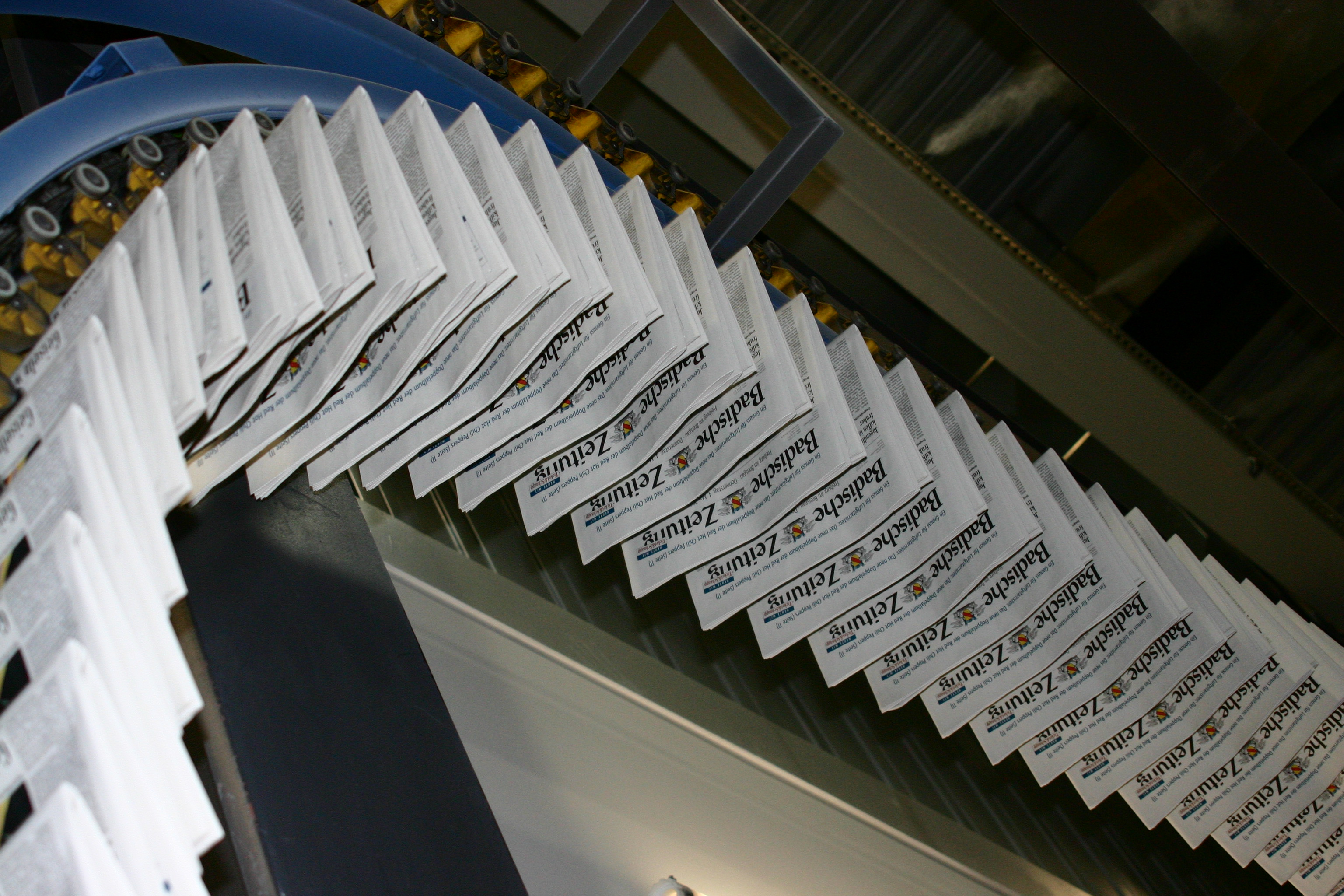
Transport der BZ kurz vor dem Versand
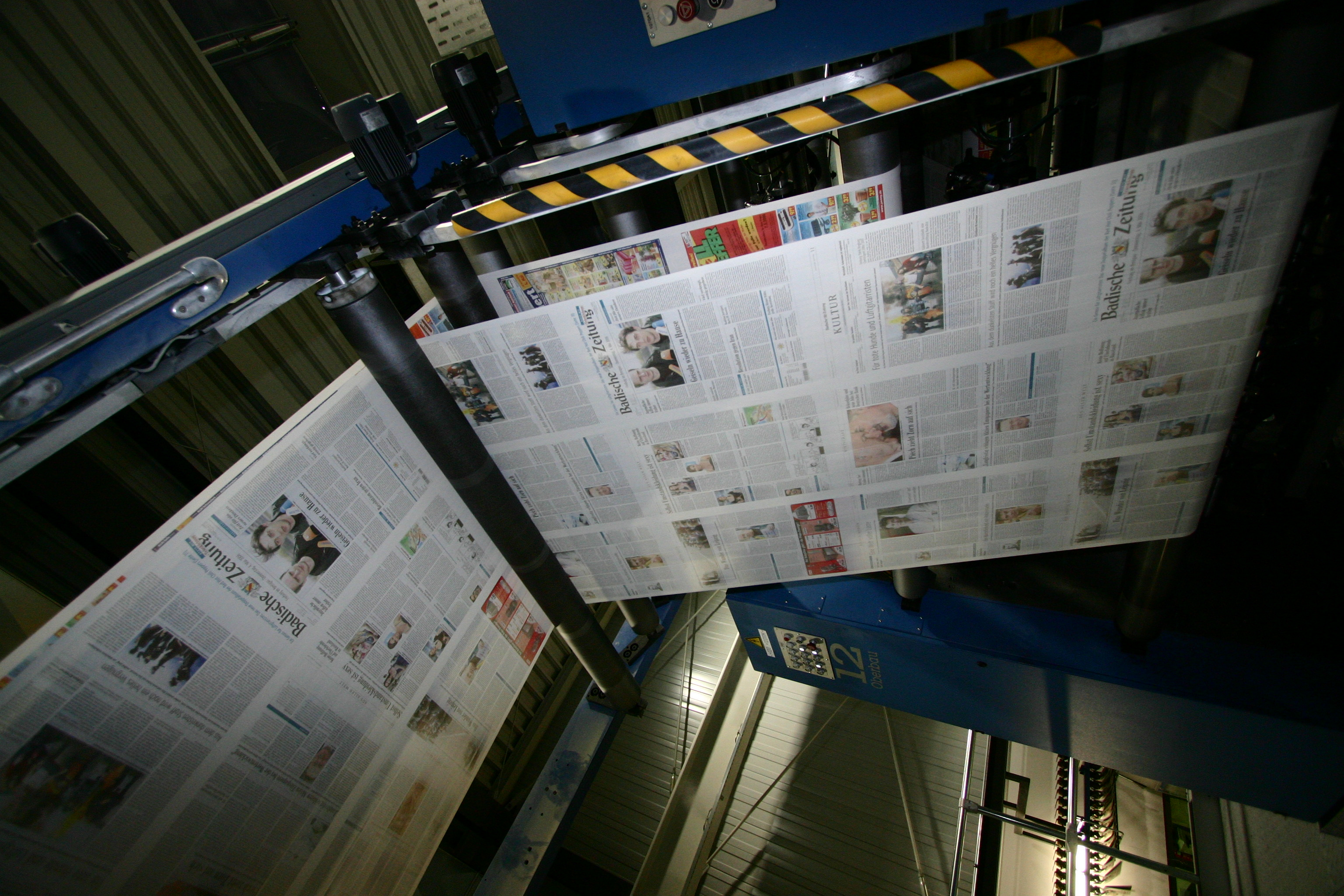
Druck auf einer der drei Rotationsmaschinen von Koenig & Bauer
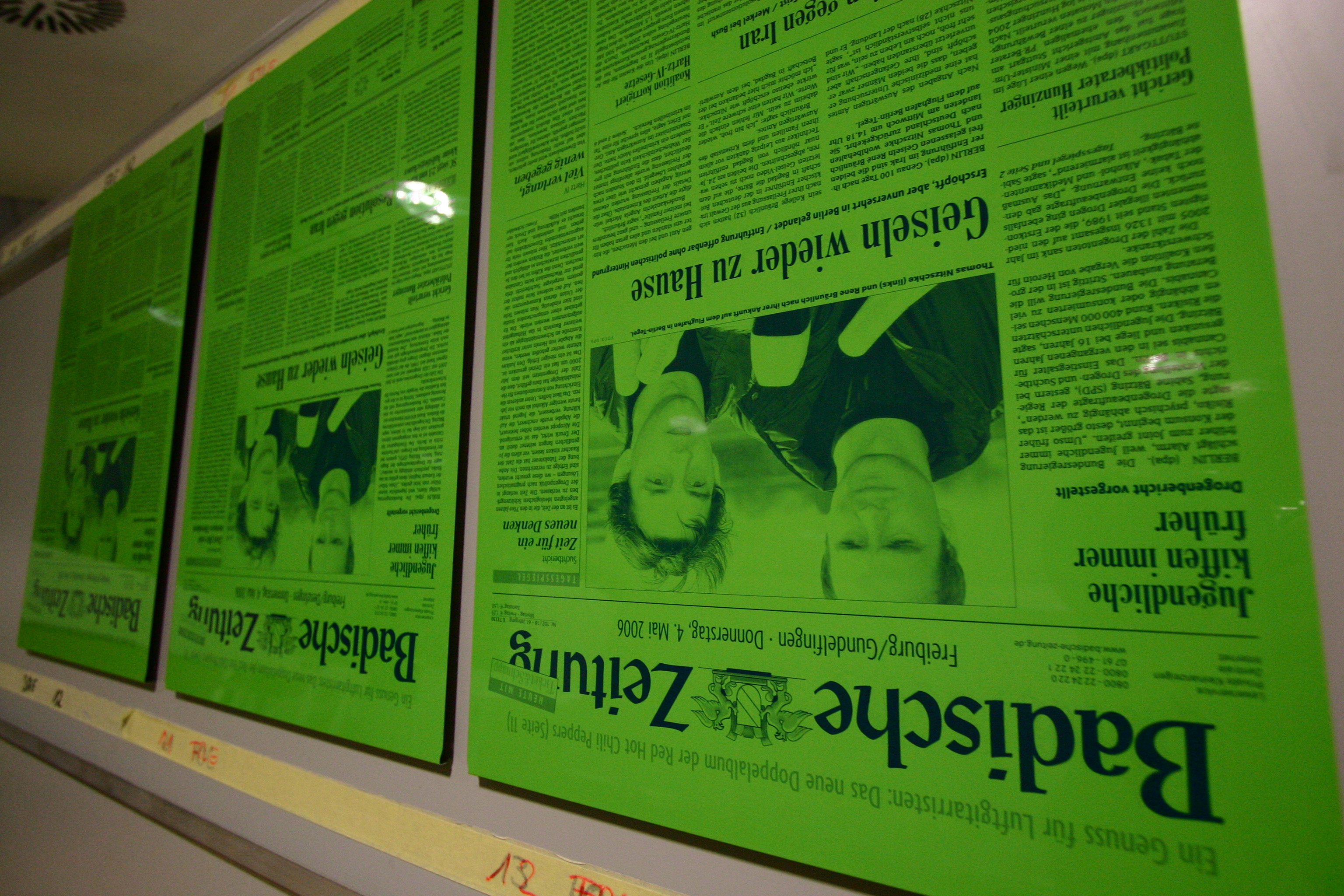
Drei der zahlreichen Druckplatten, die jede Nacht benötigt werden

## Auflage
Die Badische Zeitung hat wie die meisten deutschen Tageszeitungen kontinuierlich an Auflage eingebüßt. Die verkaufte Auflage ist in den vergangenen 10 Jahren um durchschnittlich 2,8 % pro Jahr gesunken. Im vergangenen Jahr hat sie um 5,1 % abgenommen. Sie betrug im Jahr 2024 104.799 Exemplare. Der Anteil der Abonnements an der verkauften Auflage lag bei 83,1 Prozent. Die Zahl der e-Paper-Nutzer hat sich von Anfang 2016 bis Anfang 2021 verdoppelt und lag mit etwa 10 Prozent im 4. Quartal 2018 vergleichsweise hoch.
| 1998   | 1999   | 2000   | 2001   | 2002   | 2003   | 2004   | 2005   | 2006   | 2007   | 2008   | 2009   | 2010   | 2011   | 2012   | 2013   | 2014   | 2015   | 2016   | 2017   | 2018   | 2019   | 2020   | 2021   | 2022   | 2023   | 2024   |
| ------ | ------ | ------ | ------ | ------ | ------ | ------ | ------ | ------ | ------ | ------ | ------ | ------ | ------ | ------ | ------ | ------ | ------ | ------ | ------ | ------ | ------ | ------ | ------ | ------ | ------ | ------ |
| 171005 | 167867 | 164131 | 161922 | 157401 | 154897 | 154693 | 152896 | 151401 | 149640 | 149504 | 148278 | 147298 | 145563 | 144149 | 144967 | 143030 | 140219 | 138646 | 136744 | 133941 | 130577 | 129090 | 126450 | 120183 | 113987 | 108147 |

## Verbreitungsgebiet

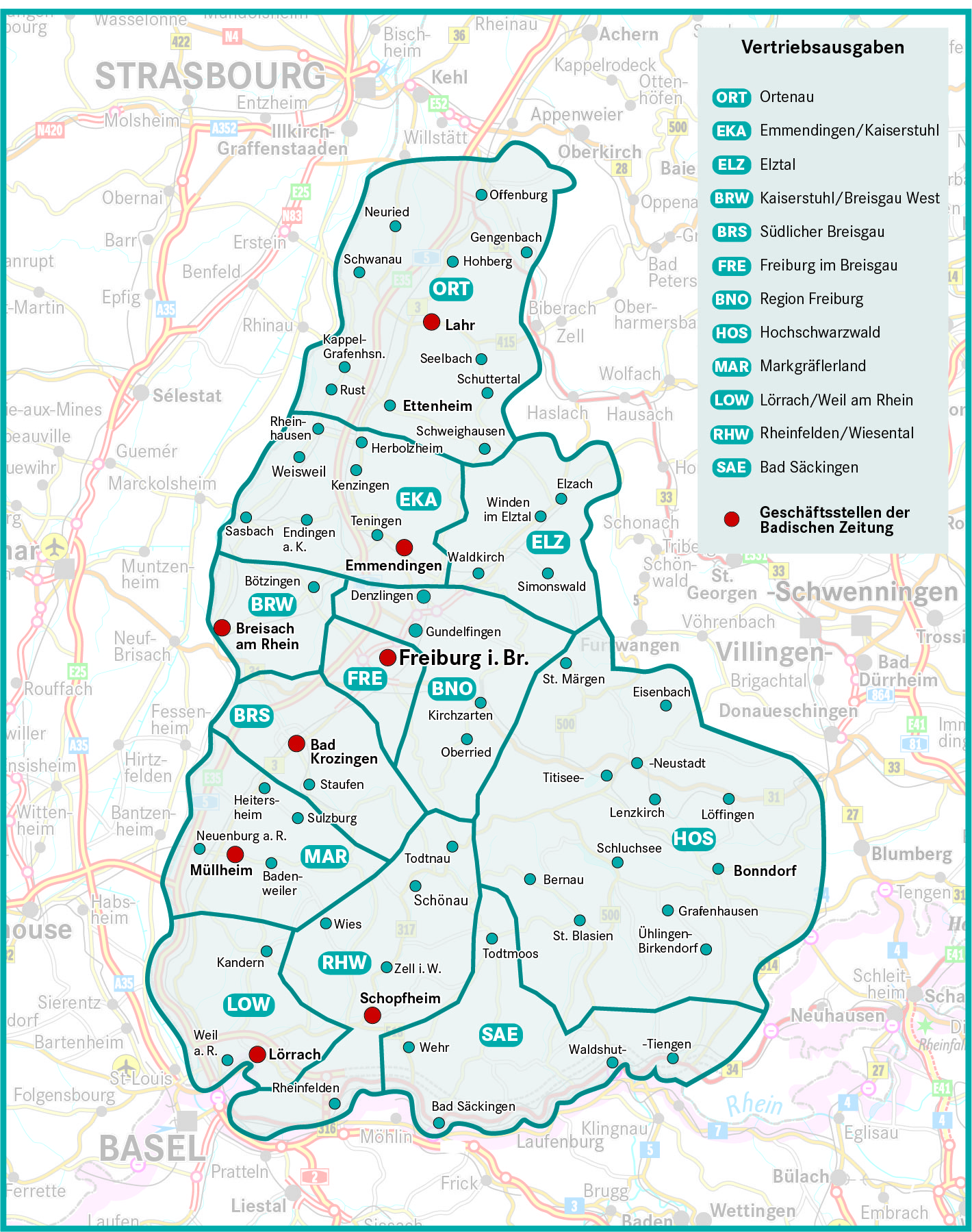
Das Verbreitungsgebiet der Badischen Zeitung

Das Verbreitungsgebiet der BZ umfasst die Stadt Freiburg, die Kreise Breisgau-Hochschwarzwald, Emmendingen, Lörrach und Waldshut, den südlichen Teil des Ortenaukreises sowie einen Teil des Schwarzwald-Baar-Kreises.
Im Freiburger BZ-Haus im Stadtzentrum befinden sich Lokalredaktion, Geschäftsstelle und Ticket-Service der BZ.
Im Verbreitungsgebiet bestehen insgesamt acht Geschäftsstellen und 12 verschiedene Lokalausgaben, die von 18 verschiedenen Lokalredaktionen produziert werden. Hinzu kommt die überregionale Berichterstattung unter Einbeziehung von über 40 Korrespondenten.
Die Lokalausgaben sind:
- Freiburg im Breisgau
- Region Freiburg
- Südlicher Breisgau
- Kaiserstuhl/Breisgau West
- Emmendingen/Kaiserstuhl
- Elztal
- Markgräflerland
- Hochschwarzwald
- Ortenau
- Lörrach/Weil am Rhein
- Rheinfelden/Wiesental
- Bad Säckingen

## Chefredakteure
- Rupert Gießler, Mitgründer und Chefredakteur der Freiburger Nachrichten; nach deren Aufgehen in der Badischen Zeitung (im Februar 1946) Leiter der Feuilletonredaktion und bis zu seinem Ausscheiden 1963[23][24] presserechtlich verantwortlicher Redakteur[25]
- 1946 bis 1965: Oskar Stark[26]
- 1965 bis 1970: Hans Rösel
- 1970 bis 1995: Ansgar Fürst
- 1995 bis 1. Juli 1997: Peter Christ[27]
- 1997 bis Februar 1998: Interims-Chefredaktion der drei stellvertretenden Chefredakteure Rainer Hupe (Sprecher),[28] Stefan Hupka und Thomas Hauser
- 15. Februar 1998 bis Ende 2001: Jürgen Busche[29]
- Anfang 2002 bis 30. September 2016: Thomas Hauser
- 1. Oktober 2016 bis 31. März 2025: Thomas Fricker[30]
- ab 1. April 2025: Carolin Buchheim und Stephan Schröter[31]

## Eigentümer
Die Poppen & Ortmann KG ist über die Holding BZ.medien Alleineigentümerin. 16,7 % am Badischen Verlag werden treuhänderisch für die Gesellschafter von der Redaktion gehalten, sind allerdings nicht gewinnbezugsberechtigt.

## Öffentlichkeitsarbeit
Seit 2004 bietet die Badische Zeitung in Zusammenarbeit mit der Pädagogischen Hochschule Freiburg regelmäßig das Leseförderprojekt „Zeitung in der Schule“ genannt ZiSch, für Grundschüler der 4. Klasse an. Die ZiSch-Klassen arbeiten mehrere Wochen mit der Badischen Zeitung im Unterricht, ein Redakteur besucht die Klassen und die Schüler werden eingeladen, das Druckzentrum der Badischen Zeitung zu besichtigen. Samstags werden die Artikel der Schüler auf einer ZiSch-Seite in der Badischen Zeitung veröffentlicht. Von Montag bis Freitag bekommt jeder ZiSch-Schüler die Zeitung in die Schule geliefert und am Samstag wird die BZ nach Hause zugestellt.
Die BZ veranstaltete ab etwa Mitte der 1990er Jahre im Konzerthaus Freiburg den ursprünglich vom „Sozialfonds der Presse Freiburg“ organisierten Freiburger Presseball, er wurde 2015 eingestellt. Im sozialen Bereich gibt es die BZ-Aktion Weihnachtswunsch und die Aktion Kinder helfen Kindern. Mit dem BZ Award prämiert die Badische Zeitung Werbeagenturen und mittelständische Unternehmen, die besonders originell im Print und Online werben.
Zusammen mit Partnern organisiert die Badische Zeitung den Wettbewerb „Job Motor“, bei dem Unternehmen ausgezeichnet werden, die neue Arbeitsplätze schaffen.
Die Badische Zeitung sponsert den SC Freiburg, die USC Eisvögel, das Zelt-Musik-Festival, das Freiburger Barockorchester, das SWR Sinfonieorchester und das Theater Freiburg. Während der Corona-Pandemie präsentierte die Badische Zeitung die mehrfach ausgezeichneten Konzertfilme der Kultur-Initiative WeLive auf ihrer Facebook-Seite. Produziert wird die Serie von der Medienproduktionsfirma punchline studio und der Lahrer Rockwerkstatt. Die Filme mit regionalen Künstler erreichten über eine Million Internetnutzer.

## Ralf-Dahrendorf-Preis
Nach dem Tod von Ralf Dahrendorf stifteten die Verleger der Badischen Zeitung, Christian H. Hodeige (Ende 2019 als Verleger ausgeschieden) und Wolfgang Poppen, den seit 2011 alle zwei Jahre an Lokaljournalisten von Print- und Onlinemedien vergebenen Ralf-Dahrendorf-Preis. Prämiert werden deutschsprachige Artikel oder Serien, „die in vorbildlicher Weise erklären, wie Demokratie auf lokaler Ebene funktioniert und wie sie sich entwickelt“. Die Verleihung erfolgt in drei Qualitäten: der 1. Preis ist mit 5000 Euro dotiert, der 2. Preis mit 3000 Euro und der 3. Preis mit 2000 Euro. Schirmherrin des Preises ist Christiane Dahrendorf, die Witwe des Sozialwissenschaftlers.